# Thủy điện Châu Thôn
Thủy điện Châu Thôn là thủy điện xây dựng trên dòng nậm Tột tại vùng đất bản Lắm xã Châu Thôn huyện Quế Phong tỉnh Nghệ An, Việt Nam .
Thủy điện Châu Thôn có công suất lắp máy 18 MW với 3 tổ máy, khởi công tháng 11/2007 hoàn thành tháng 04/2012 .

## Nậm Tột
Nậm Tột là phụ lưu của sông Quàng (sông Quang), dài hơn 22 km, chảy ở phần phía tây huyện Quế Phong tỉnh Nghệ An. Sông Quàng là phụ lưu của sông Hiếu, chảy ở huyện Quế Phong.
Nậm Tột khởi nguồn từ các suối ở dãy núi biên giới Việt - Lào 19°41′45″B 104°40′51″Đ / 19,69583°B 104,68083°Đ vùng đất xã Tri Lễ, Quế Phong, chảy về hướng đông nam.
Qua xã Châu Thôn huyện Quế Phong thì đổ vào sông Quàng 19°34′39″B 104°47′47″Đ / 19,5775°B 104,79639°Đ .

## Chỉ dẫn
1. ↑  Trong tiếng Thái-Tày "Nậm" có nghĩa là nước, sông, suối.